# Parafia Świętej Rodziny w Warszawie
Parafia Świętej Rodziny w Warszawie – parafia rzymskokatolicka należąca do dekanatu praskiego, diecezji warszawsko-praskiej, metropolii warszawskiej Kościoła katolickiego, w Warszawie. Obsługiwana przez księży diecezjalnych.

## Historia parafii
Parafia została erygowana w 1948 r. na mocy dekretu ks. biskupa Zygmunta Choromańskiego, wikariusza kapitulnego. W 1949 r. została wybudowana tymczasowa, drewniana kaplica, a trzy lata później plebania i dom parafialny. 

### Kościół parafialny (XX wiek)
Ze względu na trudności w uzyskaniu zezwolenia na budowę kościoła w centralnie położonym miejscu parafii, przystąpiono do kapitalnego remontu i przebudowy istniejącej kaplicy. W ten sposób do 1972 r. powstał murowany, jednonawowy kościół.
W 1990 r. znaczna część parafii Św. Rodziny (8100 osób) została oddzielona i włączona do powstałej parafii św. Marka na Targówku. W 1997 r. z części parafii znajdującej się po drugiej stronie ul. Radzymińskiej powstała nowa parafia św. Barnaby przy ul. Łodygowej.

### Kościół parafialny (XXI wiek)
W 2008 r. na miejscu starego kościoła rozpoczęła się budowa nowej świątyni.

## Proboszczowie
- Ks. Stefan Sydry 11.12.1948 - 05.11.1952 r.
- Ks. Jan Julian Wysocki 05.11.1952 - 07.10.1955 r.
- Ks. Władysław Kulesza 07.10.1955 r. - 23.09.1964 r.
- ks. Prałat Witold Domański 23.09.1964 - 21.06.1982 r.
- ks. Kanonik Henryk Dreling 21.06.1982 - 24.06.1991 r.
- ks. Gerard Jarecki 24.08.1991 - 14.09.1995 r
- ks. Andrzej Mazański 14.09.1995 r. - do chwili obecnej